# La Vierge adorant l'Enfant Jésus endormi
La Vierge adorant l'Enfant Jésus endormi (en italien, Adorazione del Bambino) est un tableau réalisé par le peintre florentin Sandro Botticelli vers 1485. Cette tempera sur toile rehaussée d'or est une peinture religieuse représentant la Vierge Marie en adoration face à l'Enfant Jésus alors que celui-ci dort devant un rosier, ce qui en fait une Vierge au buisson de roses. Depuis 1999 et le rachat d'une collection privée au terme d'une collecte de fonds, l'œuvre est conservée à la Galerie nationale d'Écosse, à Édimbourg, au Royaume-Uni.